# Cruks en Karnak
Cruks en Karnak fue una banda ecuatoriana de rock en español y blues. Se inició en la ciudad de Quito por los hermanos de origen argentino-ecuatoriano Sergio y Andrés Sacoto, en el año 1989. En el 2007 la banda se disolvió, dando su concierto de despedida en el parque Itchimbía de su ciudad de origen. En 2023, volvieron a realizar una serie de conciertos en varias ciudades del Ecuador, denominado "Juntos por última vez" tocando su último concierto en el parque Bicentenario de Quito.
También conocidos como Los Cruks, se caracterizaron por ser una banda que desde el principio intentó rescatar valores de la cultura local y regional, fusionando el rock con géneros tan diversos como el pop, la música afro-latina, el funk, el folklore latinoamericano, entre muchas otras formas de expresión musical, logrando un sonido característico. Tuvieron gran fama nacional y trascendieron el ámbito internacional al ser de las primeras bandas ecuatorianas en publicar un video musical en la cadena MTV. que tuvo gran aceptación en toda la región.
El nombre de la banda es una referencia a una supuesta expedición de William Crookes en Karnak, por lo que posteriormente fue cambiada por el nombre de Cruks en Karnak, con la finalidad de acortar el nombre y adaptarlo al español puro.

## Discografía
En sus inicios, en 1989, la banda estaba integrada únicamente por Pablo Santacruz, Esteban Rivadeneira (conocido artísticamente como Steve Rolling), Sergio y Andrés Sacoto. Como toda banda local, se inició tocando en bares y lugares públicos de la ciudad. No fue sino hasta 1991 que lograron colocarse en las radios quiteñas con su primer sencillo "La Caperuza", una adaptación basada en el cuento de la Caperucita Roja; con este trabajo, logran convertirse oficialmente en una banda profesional.

### Tu Culpa
En 1993 lanzaron su primer EP Tu Culpa, con el sello Fediscos, que tuvo una gran repercusión a nivel local. Fue un disco en formato de vinilo EP 12" con cuatro canciones compuestas por Sergio Sacoto:
- Lado A
  1. "Si estás junto a mi"
  2. "Haciéndose Aire"

- Lado B
  1. "Al Borde"
  2. "Tu culpa"

### Cruks en Karnak, álbum debut

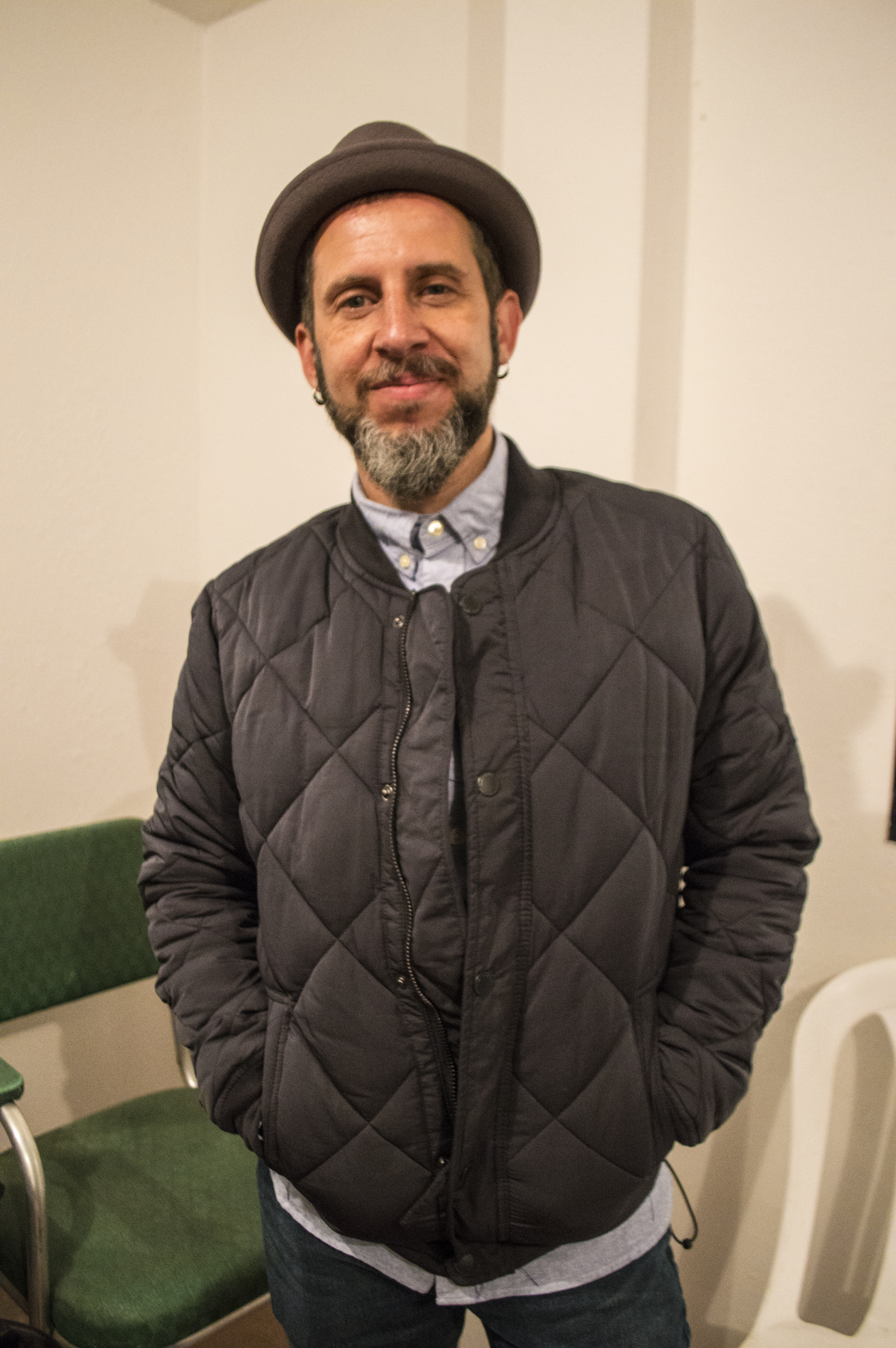
Sergio Sacoto en 2017.

En 1994 se integra a la banda el guitarrista lojano Hittar Cuesta, grabando de inmediato con  Sony Music el disco autotitulado Cruks en Karnak en 1996, que catapulta a la banda como una de las más representativas del rock ecuatoriano de los años noventa, junto a otras bandas tales como Tercer Mundo, Sal y Mileto, Sobrepeso, Basca y Bajo Sueños. Este disco se convirtió en un clásico del rock ecuatoriano y los Cruks afianzan musicalmente. Un debut muy poderoso donde tempranamente encontraron su madurez musical, su estilo y sello personal. La capacidad vocal y expresiva de Sergio Sacoto, la interpretación, arreglos e impecable sonoridad del bajo de Andrés Sacoto y la sincronización instrumental, la fusión de ritmos y la maestría de Hittar en la guitarra le dieron fuerza y estilo únicos a la banda.
1. "Como camina" (Sergio Sacoto, Andrés Sacoto, Esteban Rivadeneira, Pablo Santacruz)
2. "Oliver" (Sergio Sacoto)
3. "Agujeros" (Pablo Santacruz)
4. "La Caperuza" (Sergio Sacoto, Andrés Sacoto)
5. "Al Borde" (Sergio Sacoto)
6. "Todo lo que..." (Sergio Sacoto)
7. "La Dama Helada" (Sergio Sacoto)
8. "Nuestro Juramento" (Benito de Jesús)
9. "Haciéndose Aire" (Sergio Sacoto)
10. "Tu Culpa" (Sergio Sacoto, Andrés Sacoto)
11. "Bolero Blanco" (Sergio Sacoto)
12. "Alimañas" (Sergio Sacoto)

El álbum arranca con la canción: "Como camina", que es uno de los temas más recordado de la banda, apoyado por la difusión de un buen videoclip que se pudo ver en la cadena MTV. En este disco también destacan dos baladas: "Agujeros" y "Al Borde"; siendo esta última, por propias palabras de Sergio Sacoto, uno de los mejores temas en la historia de la banda. Otro gran tema de este disco fue "La Dama Helada", que posteriormente evolucionaría para formar parte de la banda sonora de la película Ratas, ratones y rateros. Pero si un tema podía generar controversia y comentarios negativos por parte de la sociedad es "Nuestro Juramento", debido a que en los 90 era impensable que una banda de rock pudiera atreverse a reinterpretar en clave semi-bluesera el considerado segundo himno nacional del Ecuador inmortalizado por Julio Jaramillo. El resultado es una muy buena reinterpretación que respeta la métrica y los cánones estilísticos del original pero aportando el estilo propio de unos sobrios Cruks. Otro de los hits de la banda fue: "Haciéndose Aire", un tema influenciado por el funk, el son y ritmos latinos que en siguientes discos se explotarían hasta la saciedad con superlativo éxito. ‘Vamos, vamos, haciéndose aire’ se convirtió en unos de los estribillos más coreados de su época.

### La Dimensión del Cuy
El tercer álbum de la banda, y la segunda producción musical con el sello de Sony Music y el sello ecuatoriano Psiqueros Records fue La dimensión del cuy y se grabó en Argentina en 1998; bajo la dirección del conocido productor Mario Breuer en los estudios de El Pie Recording Studios del propiedad del famoso cantautor argentino Alejandro Lerner. El nombre del disco se lo debe al sentimiento de aprecio de la banda por su país, Ecuador, en donde se menciona al cuy como animal que se convierte en un símbolo de la identidad ecuatoriana. En la portada del disco se puede apreciar la sombra de una persona que se perfila en la tierra en un atardecer rojizo como los son únicos en el Ecuador, teniendo en la parte posterior de la portada del disco la leyenda "Bienvenidos a la tierra de la gente sin sombra" lo cual es una clara alusión poética a la gente que vive en el Ecuador ubicado en la mitad del mundo, en donde se quiere decir que el sol ilumina verticalmente desde el cénit. En el disco se aprecia la cabeza de un cuy con la inscripción que dice "un cuy", con el diseño de las monedas de un sucre que fue hasta el año de 1999 la moneda oficial del Ecuador. Entre los temas que obtuvieron mayor difusión en las emisoras radiales se encuentran "Baila en el templo" y "Tira y afloja". Luego de grabar este álbum, el guitarrista Hittar Cuesta deja la banda para embarcase en otros proyectos y luego su carrera como guitarrista solista que era su aspiración.
1. "Baila en el templo"
2. "Perdido en Guayaquil"
3. "Al final estaré en tus ojos"
4. "Tira y afloja"
5. "Sinceramente"
6. "La dimensión del cuy"
7. "Ciudad Cotocollao"
8. "Relajate flaco"
9. "Busco trabajo"
10. "Dios transparente"
11. "Solo en la luz"

### Las desventuras de Cruks en Karnak, producción independiente
El cuarto álbum de la banda, Las desventuras de Cruks en Karnak, se grabó en el año 2003 en un estudio de la banda, siendo de producción independiente. Este disco ha sido uno de los que más ventas ha llegado a tener en la historia del rock ecuatoriano, llegando a sobrepasar las 25.000 copias de discos vendidos, convirtiéndose en disco de platino en el Ecuador. El nombre del disco nace de la apreciación de Sergio Sacoto acerca de los temas que están incluidos en el disco, mostrando un enfoque de la vida desde diversas perspectivas: el amor, el desamor, el olvido, los problemas cotidianos, las emociones, problemas existenciales y filosóficos, en fin, toda clase de desventuras por las que la gente tiene que pasar en su día a día. La portada del disco contiene a un dibujo de tipo cómic que sugiere a William Crookes (científico que dio nombre a la banda) vestido de un arqueólogo aventurero en un fondo que, por su arquitectura, da la apariencia de ser una ciudad de Egipto, sugiriendo ser la ciudad de Karnak que también fue la que dio nombre a la banda. Esta portada es la fiel significación de lo que literalmente significa el disco "Las desventuras de William Crookes en la ciudad de Karnak". Varios temas de este CD fueron ampliamente exitosos comercialmente y contaron con una buena difusión por las emisoras de radio del país como "El Aguajal", "Ándate a Cancún" y "Uno vuelve". Por palabras del propio Sergio Sacoto, "El Aguajal" es uno de los mejores y más coreados temas de la banda, el cual es una readaptación de un tema original del grupo de cumbia ecuatoriano "Don Medardo y sus Players".
1. "El Aguajal"
2. "Me Encanta Dormir Contigo"
3. "Uno Vuelve"
4. "Misógino (Estás buena)"
5. "Control"
6. "Andate a Cancún"
7. "Ira"
8. "Las Cosas Se Olvidan"
9. "Mujeres (intro)"
10. "Mujeres (Me Gustan Las...)"
11. "Eso No Es Rock (fábula)"
12. "Eso no es rock"
13. "El Bebé Volador"
14. "Tanto va el cántaro al agua..."
15. "Perdóname"
16. "Suero"
17. "Buona sera"
18. "El aguajal remix (Cruks va a la disco)"

### 13 Gracias
El quinto álbum de la banda se graba en 2004 como una muestra de gratitud hacia el público que le brindó su apoyo desde sus inicios en 1989 (15 años de trayectoria artística) y desde la grabación de su primer disco en el año 1991 (13 años desde ese entonces hasta el 2004) y para afianzar su estilo musical. El álbum está compuesto por diversos géneros musicales. Para este álbum participaron: Sergio Sacoto Arias (vocalista), Andrés Sacoto Arias (bajista), Pablo Estrella (guitarrista) y Pablo Santacruz (tecladista). Según una entrevista concedida a Diario El Universo, Sergio Sacoto manifestó que: “Es un disco en el que es muy evidente la depuración a nivel interpretativo y a nivel lírico”, “Hay cumbias, salsa, flamenco, bolero, influencias tangueras. De todos esos géneros investigamos para que queden como resultado esas fusiones y el estilo que caracteriza a los Cruks”. El disco se grabó en Quito y se masterizó en el estudio Circo Beat del intérprete Fito Páez en Argentina. Contiene 16 canciones, todas compuestas por Sergio Sacoto Arias y algunas en coautoría con Andrés Sacoto y algunos miembros de la banda. 
Inicialmente se crearon trece temas y por eso pensaron que el nombre adecuado sería 13 gracias; sin embargo, luego se agregaron tres canciones más. La temática de las canciones de esta banda es variada: el amor, las injusticias que se vivían en el país en ese entonces, el cuerpo escultural de una mujer, etc. Con este disco, la banda intentó manifestar también que la piratería era una de sus principales preocupaciones. 

"Con el disco anterior se vendieron 20.000 en cuanto a originales se refiere, calculamos que por lo menos se expendieron unos 100.000 piratas. Entonces la idea es vender este CD a un precio realmente bajo, es decir, $3,50, aunque también habrá una edición de lujo  que costará $10".
Pablo Santacruz

La edición "barata" del disco fue repartida en conjunto con la venta del Diario El Universo.
1. "Lo que venga"
2. "Creo en ti"
3. "Estas muy equivocada"
4. "Lo necesario y lo superficial"
5. "El cielo cayó"
6. "Rubia Falsa"
7. "La gente no responde"
8. "Déjame"
9. "Inquebrantable"
10. "El cantante de tango"
11. "Qué rico!"
12. "En la América y Colón"
13. "La verdad"
14. "Cómo hacer para olvidarte"
15. "Descalga"
16. "Tanquito son"

Luego de este álbum y para el año 2006, fueron invitados a la Copa Mundial de Fútbol en Alemania, para dar una serie de conciertos durante el evento deportivo.

### Antrología: el adiós
Luego de 18 años de carrera, en el 2007 la banda decide separarse. En una entrevista para Dojo Potcast en 2022, Sergio Sacoto manifestó que decidió separarse de la banda por las siguientes razones: "Yo no podía más con la parte económica. Yo sentía que tenía mucha responsabilidad: composición, producción, la cara visible de la banda, era mucho trabajo. Mi esposa me sacaba siempre de apuros, sentía que necesitaba responder mejor a mi familia y la banda ganaba muy poco. Así que decidí dedicarme a la producción."
Para ello se grabó el sexto y último disco oficial en el álbum de despedida lanzado por Cruks en Karnak. En sí, se trata de un álbum de covers de sus propias canciones; o un álbum de nuevas versiones de algunos de sus temas más exitosos, como por ejemplo: 'Al borde del fracaso', 'Haciéndose Aire', 'El Aguajal', 'Como Camina', 'Tira y Afloja', etc, todos ellos con nuevos arreglos y el sello propio de la última etapa de la banda en su despedida, además de la inclusión de un nuevo tema 'Que te me vas'. Todos estos temas fueron interpretados por su última formación como banda: Sergio Sacoto, Andrés Sacoto, Pablo Santacruz y Pablo Estrella. Con este álbum se cerró un ciclo de una de las bandas más exitosas del Ecuador. A decir de la crítica, nunca antes una banda de rock ecuatoriana tuvo tanta trascendencia a nivel nacional. Luego de su lanzamiento se realizó una gira, dando su último concierto y su concierto de despedida en el Parque Itchimbía de la ciudad donde inició la banda, Quito.
1. "Que te me vas"
2. "Me encanta dormir contigo"
3. "El aguajal"
4. "Al borde"
5. "El pana"
6. "Haciéndose aire"
7. "Cómo camina"
8. "Uno vuelve"
9. "Ándate a Cancún"
10. "Misógino"
11. "Baila en el templo"
12. "Las cosas se olvidan"
13. "La caperuza"
14. "Vanidad"
15. "Tira y afloja"
16. "Como tú me quieres"

## Tras la separación
Luego de su separación en su despedida, el vocalista de la banda Sergio Sacoto decidió lanzarse como productor y solista. Andrés Sacoto, por su parte, formó otra banda llamada Chaucha Kings. Este último cuenta en su haber con varios discos y proyectos, entre esos Proyecto Santacoto, De Paso por Guayaquil, Navidad en Familia y su más reciente trabajo, su trilogía de discos A.S.A Acústico, Sólido y Armónico. Por su parte, el guitarrista Pablo Estrella continuó su carrera formando su nueva banda RockVox y siendo productor junto a Andrés Sacoto en distintos proyectos.
En 2023, volvieron a realizar una serie de conciertos en varias ciudades del Ecuador, denominado "Juntos por última vez" tocando su último concierto en el parque Bicentenario de Quito.